# Heather M. Hodges

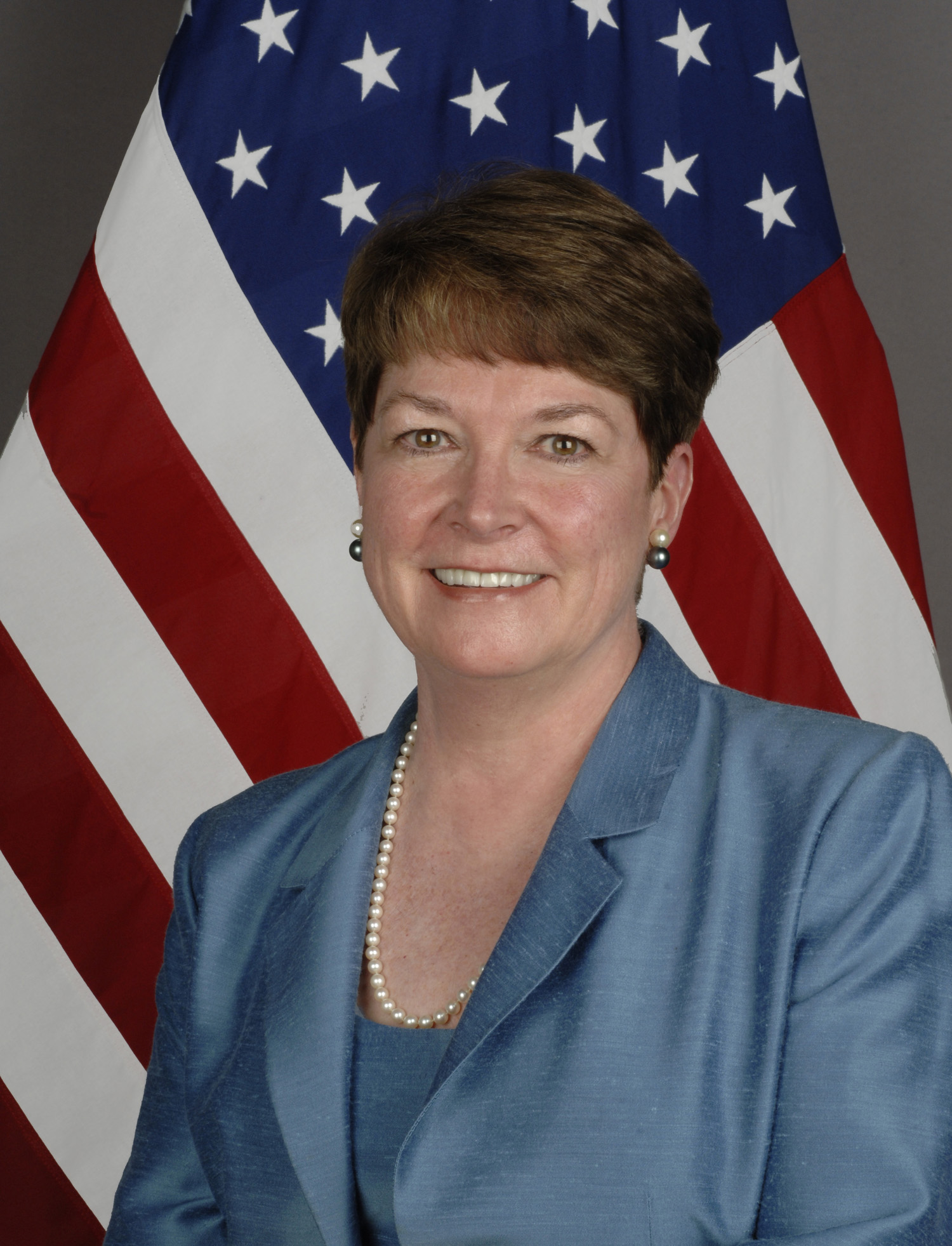
Heather M. Hodges

Heather M. Hodges (* in Cleveland, Ohio) ist eine US-amerikanische Diplomatin. Sie war bis zu ihrer Ausweisung Botschafterin der Vereinigten Staaten in Ecuador.

## Leben
Hodges studierte Spanisch am College of St. Catherine in Saint Paul; anschließend erwarb sie einen M.A. an der New York University. Während der 1970er lebte sie in Madrid. 1980 trat sie in den Auswärtigen Dienst der USA und wurde zunächst nach Caracas entsandt und anschließend nach Guatemala. In Washington arbeitete sie als Desk Officer für Peru. 1987 erhielt Hodges ein Pearson Fellowship, um im US-Kongress zu arbeiten; sie beriet den Senats-Unterausschuss zu Einwanderungs- und Flüchtlingsfragen. 1989 wurde sie Generalkonsulin im US-Konsulat Bilbao. 1991 kehrte Hodges als stellvertretende Leiterin der Abteilung für Kuba-Angelegenheiten nach Washington zurück.
1993 wurde Hodges Gesandte in Managua. Von August 1996 bis Juni 1997 absolvierte Hodges ein Programm für ausgewählte Führungskräfte des Auswärtigen Dienstes. Anschließend war sie Gesandte in Lima von Juli 1997 bis Mai 2000 und danach in Madrid, von Juni 2000 bis Juli 2003. Die spanische Regierung verlieh Hodges die Auszeichnung „Isabel la Catolica – Encomienda de Numero“.
Von 2003 bis 2006 war Hodges als Nachfolgerin von Pamela Hyde Smith US-Botschafterin in der Republik Moldau. Auch die moldauische Regierung zeichnete sie mit einer Ehrung aus. Nach einer Verwendung im US-Außenministerium wurde Hodges 2008 als Botschafterin für Ecuador vereidigt, wo sie auf Linda Jewell folgte.
Am 5. April 2011 erklärte Ecuador Hodges zur persona non grata.
Sie hatte in einer von Wikileaks veröffentlichten Botschaftsdepesche Präsident Rafael Correa die Duldung von Korruption vorgeworfen. Die USA hatten darauf ihrerseits mit der Ausweisung von Luis Gallegos reagiert. Im Mai 2012 wurde Adam Namm neuer US-Botschafter in Quito.